# Solferino (Gascunya)
Solferino (en francès Solférino) és un municipi francès situat al departament de les Landes i a la regió de la Nova Aquitània. Fou creat el 1863 per Napoleó III amb el nom oficial actual per a commemorar la seva victòria a la batalla de Solferino.

## Demografia
| 1962                                       | 1968 | 1975 | 1982 | 1990 | 1999 | 2007 |
| ------------------------------------------ | ---- | ---- | ---- | ---- | ---- | ---- |
| 418                                        | 447  | 486  | 414  | 403  | 348  | 350  |
| Des de 1962: població sense dobles comptes |      |      |      |      |      |      |

## Administració
| Període | Identitat | Partit |
| ------- | --------- | ------ |
| 2001-   | Guy Rizzo |        |

## Agermanaments
- Solferino